# Mats Rehnberg
Mats Erik Adolf Rehnberg, född 12 oktober 1915 i Engelbrekts församling, Stockholm, död 25 maj 1984 i Värmdö församling, var en svensk etnolog. Han var professor vid Institutet för folklivsforskning vid Stockholms universitet och Nordiska museet. Han var svärson till Edward Hald och far till Bo Rehnberg.

## Biografi
Mats Rehnberg, vars far var jurist, studerade etnologi och arkeologi vid Stockholms högskola där han blev fil. kand. 1939 och fil. lic. 1942, och var sedan fram till 1961 anställd vid Nordiska museet. Han var programchef vid Sveriges Televisions kulturavdelning 1959–1969. Rehnberg blev under sin tid vid televisionen rikskänd i egenskap av enväldig domare i 10 000-kronorsfrågan. Han var även en av stiftarna av Svenskt visarkiv. 
Rehnberg disputerade 1965 på doktorsavhandlingen Ljusen på gravarna, blev därefter docent i nordisk och jämförande folklivsforskning, och 1969 professor i nordisk och jämförande folklivsforskning vid Stockholms universitet.
Han studerade bland annat sederna i bondesamhället och gjorde omfattande undersökningar av arbetsmiljö, anläggningsverksamhet och sentida innovationsförlopp.
Under sin tid på Nordiska museet återupptäckte Rehnberg den svenska säckpipetraditionen i Dalarna och skrev också en licentiatavhandling i ämnet. Under detta arbete spårade han även upp och besökte den siste kvarlevande säckpipespelmannen i nedärvd tradition, Gudmunds Nils Larsson. 
Mats Rehnberg är begravd på Norra begravningsplatsen.

## Priser och utmärkelser
- 1981 – Medaljen för tonkonstens främjande